# Erich Monczka
Erich Monczka (* 12. dubna 1933) byl český a československý politik Komunistické strany Československa polské národnosti a poúnorový poslanec Národního shromáždění ČSSR a Sněmovny lidu Federálního shromáždění.

## Biografie
Ve volbách roku 1964 byl zvolen za KSČ do Národního shromáždění ČSSR za Severomoravský kraj. V Národním shromáždění zasedal až do konce volebního období parlamentu v roce 1968.
K roku 1968 se profesně zmiňuje coby horník z obvodu Karviná.
Po federalizaci Československa usedl roku 1969 do Sněmovny lidu Federálního shromáždění (volební obvod Karviná), kde setrval do konce volebního období parlamentu, tedy do voleb roku 1971.